# La Pedrera (Cerro Largo)
La Pedrera o Caserío La Pedrera es una localidad uruguaya del departamento de Cerro Largo.

## Ubicación
La localidad se encuentra situada, en la zona centro del departamento de Cerro Largo, junto al cerro La Pedrera, y en el kilómetro 8 de la ruta 26, al este de la ciudad de Melo.

## Población
De acuerdo al censo de 2011 la localidad contaba con una población de 131 habitantes.
| 136           | 131 |
| (Fuente: INE) |     |